# Meloderma sharmarum
Meloderma sharmarum är en svampart som beskrevs av P.F. Cannon & Minter 1986. Meloderma sharmarum ingår i släktet Meloderma och familjen Rhytismataceae.   Inga underarter finns listade i Catalogue of Life.